# 法拉龍斯德卡利國家自然公園

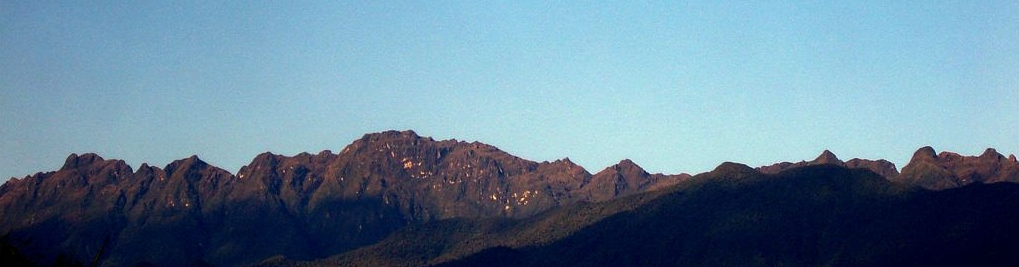

法拉龍斯德卡利國家自然公園（西班牙語：Parque nacional natural Farallones de Cali），是哥倫比亞的國家公園，位於該國西部考卡山谷省，處於哥倫比亞西部山脈，成立於1968年7月15日，面積2,052.7平方公里。